# Leptothorax tristani
Leptothorax tristani är en myrart som beskrevs av Carlo Emery 1896. Leptothorax tristani ingår i släktet smalmyror, och familjen myror. Inga underarter finns listade i Catalogue of Life.